# Drapelul Coreei de Nord
Steagul Coreei de Nord, numit Steagul albastru și roșu al republicii, (în coreeană 람홍색공화국기) este drapelul oficial al Coreei de Nord, adoptat pe data de 10 iulie 1948. 
Este interzis pentru uz public în Coreea de Sud.

## Descriere
Steagul Coreei de Nord constă dintr-un panou roșu central, mărginit atât deasupra, cât și dedesubt de o dungă albă îngustă și o dungă albastră largă. Panoul roșu central poartă o stea roșie cu cinci colțuri într-un cerc alb lângă palan.

## Semnificație
Steaua roșie reprezintă comunismul și socialismul la nivel universal, aceasta aflându-se și pe alte steaguri care reprezintă sau reprezentau state socialiste. Culorile steagului (alb, albastru, roșu) sunt considerate culorile naționale. Roșul reprezintă valorile revoluționare, albul reprezintă puritatea, puterea și demnitatea iar albastrul reprezintă suveranitatea, pacea și prietenia.